# Пянсе
Пян-се (пянсе́, кор. 편수?, 片水?, пхёнсу, 밴새, 밴세, пенсе, бенсе) — паровой пирожок с мясной и капустной начинкой, который стал популярным фастфудом на Дальнем Востоке России. Это блюдо появилось благодаря сахалинским корейцам и имеет свои корни в корейской кухне. Название происходит от сахалинского диалекта корейского языка, основой которого стал диалект провинции Кёнсандо.
Хотя пян-се имеет общие корни с корейскими блюдами, такими как пигоди и ванманду, его рецепт является оригинальным, и аналогов этому продукту в Корее нет.

## История
История пян-се берет начало от корейского блюда ванманду (왕만두), что переводится как «королевский пельмень». Ванманду изначально входил в список блюд, которые подавали на стол корейских королей. Его происхождение прослеживается еще с XIII века, когда его упоминают в Чанпумданчжа — списке королевских яств. В ранней версии рецепта использовалось мясо фазана, но в современных интерпретациях, включая пян-се, мясная начинка чаще всего включает свинину. Считается, что ванманду был завезен в Корею из Китая, где аналогичное блюдо известно как баоцзы — популярные паровые пельмени с мясом и овощами. Некоторые историки предполагают, что паровые пирожки могли возникнуть еще раньше и иметь корни в шумерской кухне, благодаря древним торговым путям.
Первые упоминания паровых пирожков в Корее относятся к периоду династии Корё (935–1392 годы), когда они постепенно приобрели популярность среди корейцев. Ванманду также получил распространение в Китае и других регионах Азии, где появилось множество его интерпретаций. Однако пян-се, как отдельное блюдо, возникло уже на Сахалине, когда корейские переселенцы адаптировали традиционный рецепт к местным условиям и ингредиентам.
Пян-се в его современном виде — это уникальная адаптация корейских традиций, ставшая популярной на российском Дальнем Востоке, где сахалинские корейцы начали массовое приготовление этих паровых пирожков. Изначально их готовили дома, как праздничное блюдо, но со временем они стали частью повседневной уличной еды.  В 1980-х годах в ряде городов Сахалинской области появился в продаже продукт, являющийся модификацией распространённого корейского блюда пхёнсу́ (편수). Он предлагался в нескольких ресторанах и даже в школьных буфетах. После запуска его в продажу результат превзошёл все ожидания. В 1994 году была развёрнута более широкая сеть во Владивостоке.

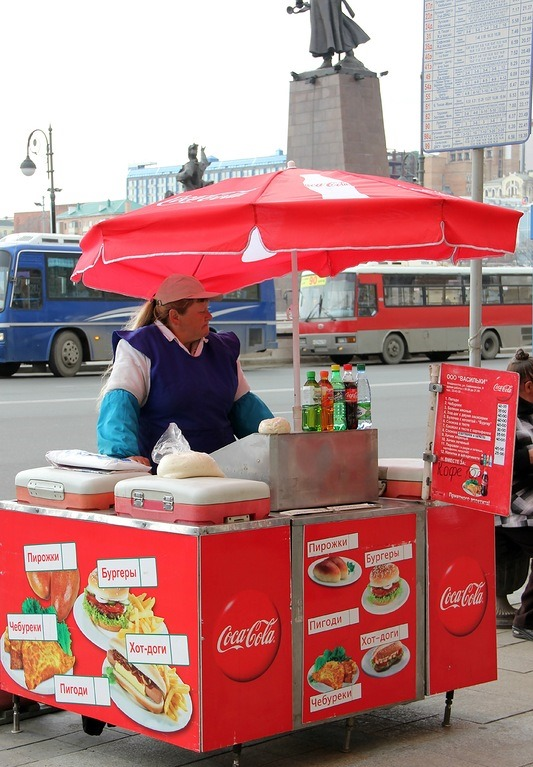
Точка продажи пянсе в центре Владивостока

В дальнейшем пянсе стал продаваться в Южно-Сахалинске, в Петропавловске-Камчатском, в Якутске, Магадане, Владивостоке, Хабаровске, Уссурийске, Омске, Новосибирске, Благовещенске и других городах. Пянсе производится разными предприятиями на условиях франчайзинга и продаётся на улице и в крупных супермаркетах. В Костроме был открыт цех по производству пянсе.